# Cantó de Chablis
El cantó de Chablis és un cantó francès del departament del Yonne, situat al districte d'Auxerre. Té 11 municipis i el cap és Chablis.

## Municipis
- Aigremont
- Beine
- Chablis
- Chemilly-sur-Serein
- Chichée
- Chitry
- Courgis
- Fontenay-près-Chablis
- Lichères-près-Aigremont
- Préhy
- Saint-Cyr-les-Colons

## Història
| Data d'elecció                           | Identitat         | Partit             | Qualitat |
| ---------------------------------------- | ----------------- | ------------------ | -------- |
| 1945-1979                                | Louis Protat      | MPR, divers droite |          |
| 1979-1992                                | François Raveneau | UDF                |          |
| 1992-1998                                | Georges Maingonat | Sense etiqueta     |          |
| 1998-                                    | Patrick Gendraud  | NC                 |          |
| les dades anteriors no són pas conegudes |                   |                    |          |
|                                          |                   |                    |          |

## Demografia
| A partir de 1990: Població sense dobles comptes |